# Pessin
Pessin – gmina w Niemczech w kraju związkowym Brandenburgia, w powiecie Havelland, wchodzi w skład urzędu Friesack.